# Didicrum solitarium
Didicrum solitarium är en tvåvingeart som först beskrevs av Satchell 1950.  Didicrum solitarium ingår i släktet Didicrum och familjen fjärilsmyggor. Inga underarter finns listade i Catalogue of Life.